# 皮纳克尔

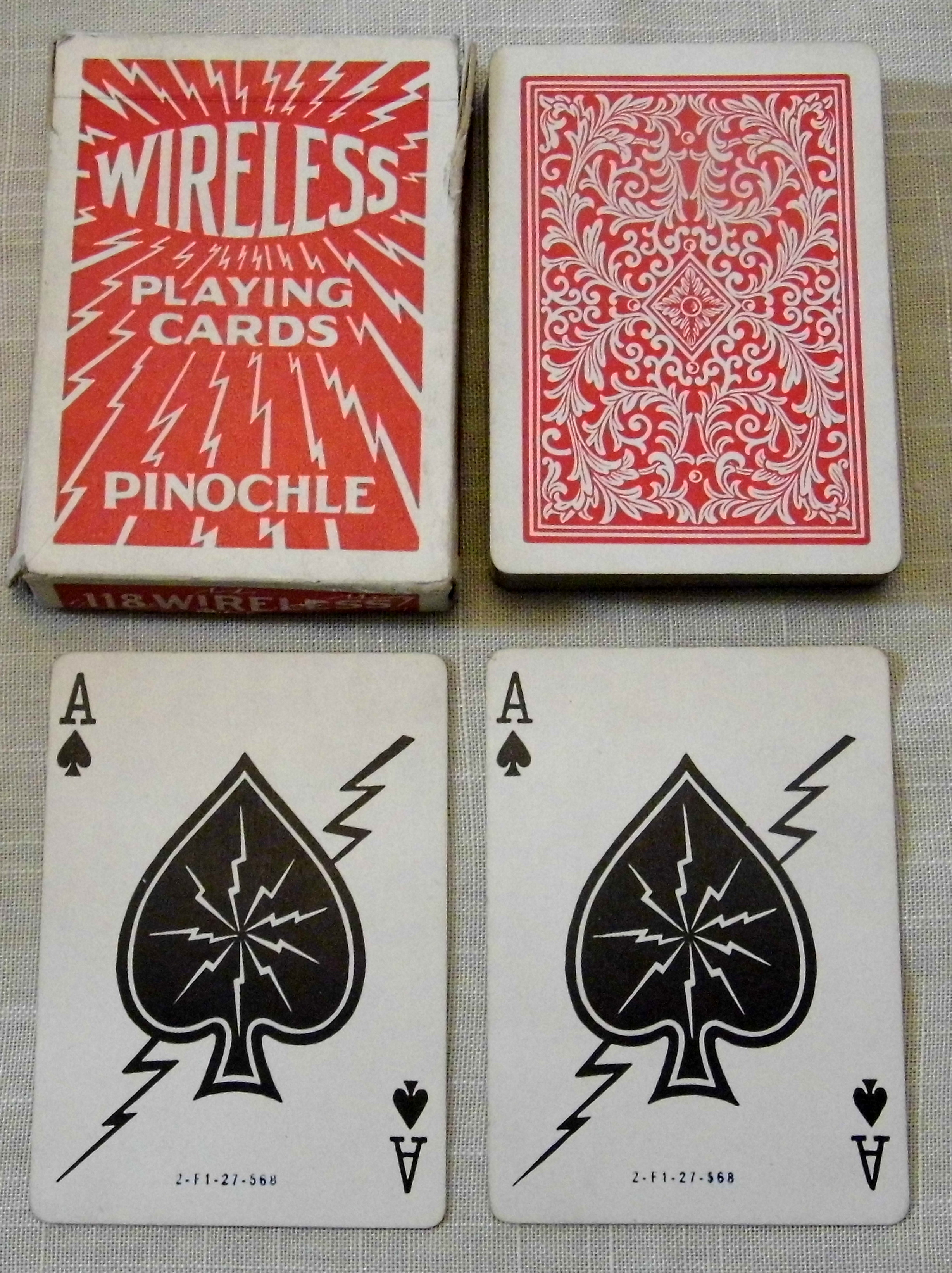

皮纳克尔是一个吃墩游戏，同样属于吃墩游戏的有斯卡特、桥牌、升级、尤克、红心大战等。
以下仅介绍四人游戏（每一位玩家的对家是他的搭档）的规则。
注意，分数的计算根据规则而不同，一部分规则中，所有分数均在下述的分数上除以10。

## 卡牌
Pinochle的牌由2副扑克牌的A，10，K，Q，J，9组成，共48张。
在一轮中，牌的花色的顺序为：将牌＞引牌＞其他花色的牌，每种花色内部的大小顺序为A＞10＞K＞Q＞J＞9。
所有A/10/K均价值10分；Q/J/9均价值0分。一局游戏结束时，玩家计算吃到的A/10/K的数量，计入得分。

## 游戏流程
首先，选择（可以是任何方式）一位玩家成为庄家（Dealer）。
然后，游戏开始。

### 发牌
洗牌后，庄家向每一位玩家发12张牌。
庄家按照顺时针轮流决定。也就是说，这一局庄家的左手边的玩家成为下一局的庄家。

### 叫分
叫分（Bidding）从庄家左手边的玩家开始，按顺时针进行。
叫分有一个最低限制，一般为100分、150分、200分或250分等。
玩家可以选择：
- 叫比当前叫分高的分数（bid）。
  - 第一位叫分的玩家可以叫最低限制的分。
- 或放弃叫分（pass）。

如果玩家放弃叫分，不能再参与后续的叫分。如果有三位玩家均已放弃叫分，叫分最高的玩家和他的对家成为进攻方，其余二人成为防守方。

### 决定将牌及传牌
成为进攻方后，叫分的那位玩家可以声明一个花色，这个花色成为这一局的将牌（Trump）。
声明花色后，他的搭档（即对家）可以向他传若干张牌（一般为3张牌），他看过后传回等量的牌。
是否允许传牌（Racehorse）因规则而不同。如果不允许传牌，叫分的下限会降低，例如Hoyle规则中，叫分的下限是100分。

### 组牌
玩家从手中展示若干张可以计分的牌组（Meld）。
以下是合法的牌组：
- 四条：4张花色不同而点数相同的牌组成的牌组。英语的叫法为分数＋牌的方式。
  - 四条A：4张花色不同的A，100分。（Hundred aces或Aces Around）
  - 四条K：4张花色不同的K，80分。（Eighty kings或Kings Around）
  - 四条Q：4张花色不同的Q，60分。（Sixty queens或Queens Around）
  - 四条J：4张花色不同的J，40分。（Forty jacks或Jacks Around）
  - 八条A：8张A，1000分。（Thousand aces）
  - 八条K：8张K，800分。（Eight hundred kings）
  - 八条Q：8张Q，600分。（Six hundred queens）
  - 八条J：8张J，400分。（Four hundred jacks）
- 散张（Sequence meld）：若干张点数不同的牌组成的牌组。
  - 大婚（Trump marriage，将牌婚礼）：将牌花色的K和Q，每1组40分。
  - 小婚（Marriage）：非将牌花色的K和Q，每1组20分。
  - 顺子（Run in trump或Flush）：将牌花色的A 10 K Q J，150分。
  - 双顺（Double run in trump）：将牌花色的2组A 10 K Q J，1500分。
- 其他：不能被归于以上类型的牌组。
  - 匹诺克（Pinochle）：♠Q和♦J的组合，40分。
  - 双匹诺克（Double pinochle）：♠Q ♠Q ♦J ♦J的组合，300分。
  - 十点（Dix）：将牌花色的9，每1张10分。（法语的dix指10）[2]
- 根据是否完全由将牌组成，顺子、大婚、Dix也可以分成将牌类。
- 如果手中同时有四条K和四条Q，称为圆桌会议（Round table）。

计分时，还要遵循以下规则。
- 同样的牌可以被不同种类的牌组使用。
  - 例如将牌是方块，亮出♦A ♦10 ♦K ♦Q ♦J ♠Q ♠J ♥J ♣J时，♦J可以同时被顺子、四条J、匹诺克计算，因此计〈♦A ♦10 ♦K ♦Q ♦J〉〈♠J ♥J ♦J ♣J〉〈♠Q ♦J〉，共230分。
- 但是，一张牌只能被同一个牌组计算一次。
- 单张K或Q不能同时被顺子和大婚使用。
  - 即，♣A ♣10 ♣K ♣K ♣Q ♣J只能计算顺子而不能计算大婚，但如果再多一张♣Q，就可以同时计算顺子和大婚。

组完牌后，每个玩家计算并记录自己牌组的总分，称为牌组分。
在某些情况下，如果进攻方的牌组分加上250分也不能达到所叫的分数，进攻方必须放弃（throw in）这一局。此时，直接计算局分。
| 名称     | 英文                | 举例                        | 计分 |
| -------- | ------------------- | --------------------------- | ---- |
| 将牌类   |                     |                             |      |
| 顺子     | Run in trump        | 〈A 10 K Q J〉              | 150  |
| 双顺     | Double run in trump | 〈A A 10 10 K K Q Q J J〉   | 1500 |
| 大婚     | Trump marriage      | 〈K Q〉                     | 40   |
| 十点     | Dix                 | 〈9〉                       | 10   |
| 四条类   |                     |                             |      |
| 四条A    | Hundred aces        | 〈♠A ♥A ♦A ♣A〉             | 100  |
| 八条A    | Thousand aces       | 〈♠A ♠A ♥A ♥A ♦A ♦A ♣A ♣A〉 | 1000 |
| 四条K    | Eighty kings        | 〈♠K ♥K ♦K ♣K〉             | 80   |
| 八条K    | Eight hundred kings | 〈♠K ♠K ♥K ♥K ♦K ♦K ♣K ♣K〉 | 800  |
| 四条Q    | Sixty queens        | 〈♠Q ♥Q ♦Q ♣Q〉             | 60   |
| 八条Q    | Six hundred queens  | 〈♠Q ♠Q ♥Q ♥Q ♦Q ♦Q ♣Q ♣Q〉 | 600  |
| 四条J    | Forty jacks         | 〈♠J ♥J ♦J ♣J〉             | 40   |
| 八条J    | Four hundred jacks  | 〈♠J ♠J ♥J ♥J ♦J ♦J ♣J ♣J〉 | 400  |
| 杂项     |                     |                             |      |
| 小婚     | Marriage            | 〈K Q〉                     | 20   |
| 匹诺克   | Pinochle            | 〈♠Q ♦J〉                   | 40   |
| 双匹诺克 | Double pinochle     | 〈♠Q ♠Q ♦J ♦J〉             | 300  |

### 打牌
叫分最高的玩家打出第一张牌（lead(v.)）。每一轮第一个人打出的牌叫做引牌（Lead）。
打牌需要按照以下规则：
1. 如果有引牌花色的牌，必须打出那个花色的牌（跟花，follow suit）。
2. 如果没有引牌花色的牌，但是有将牌，必须打出将牌（将吃，trump(v.)）。
3. 如果没有引牌花色的牌，也没有将牌，可以打任何牌（垫牌，slough(v.)，必然不可能赢得此墩）。
4. 对于第1和2条，如果有手牌比当前场上最大的牌都大（同点不算），必须出更大的牌。

然后根据以下规则吃牌。吃牌的玩家开始下一轮。
12轮后（也就是所有玩家均打完牌后），一局游戏结束，进入计算局分的环节。

### 吃牌
根据以下原则，出牌最大的玩家吃下这一轮的4张牌，然后开始下一轮。
- 将牌花色＞引牌花色＞其他花色。
- 如果最大的花色不止一张牌，按照A＞10＞K＞Q＞J＞9的大小顺序。
- 花色和点数皆相同的情况下，以先出的为大。

### 计算局分
如上述，每一方每吃到1张A/10/K，就计10分。赢下最后一墩的玩家额外获得10分。这是赢墩分。每局的赢墩分为恰好250分。
进攻方和防守方分别计算自己的赢墩分＋牌组分，作为这一局的局分。
- 如果进攻方的局分没有到达其叫分，视为进攻方没有完成定约（be set），从进攻方的分数中扣除其叫分的分数。（例如进攻方叫310分，却只收到300分，则其这一局的得分为-310分）
  - 等同于桥牌的击宕，不同之处在于无论离叫分差多少分，进攻方都只是扣除叫分的分数。
- 否则，进攻方完成定约，进攻方记录其局分。
- 如果防守方的赢墩分为0分（即没有吃到一张A 10 K，也没有赢下最后一墩），无论其牌组分为何，防守方记录0分。
- 否则，无论进攻方是否完成定约，防守方记录其局分。

如果进攻方即使吃下250分，也无法达成定约（见组牌章），进攻方放弃这一局，直接扣除其叫分的分数，防守方获得其牌组分。
首先到达一定分数（比如，1500分，2000分，2500分）的一方获胜。如果双方同时达到分数线，则无论双方的分数为何，最后一局的进攻方获胜。

## 概率
| 描述                       | 组合                                                                | 计分   | 概率       |
| -------------------------- | ------------------------------------------------------------------- | ------ | ---------- |
| 1组顺子                    | 〈A 10 K Q J〉                                                      | 150    | 3.83%      |
| 2组相同的顺子              | 〈A A 10 10 K K Q Q J J〉                                           | 1500   | 0.0000040% |
| 1组将牌婚礼                | 〈K Q〉                                                             | 40     | 18.57%     |
| 2组将牌婚礼                | 〈K Q〉〈K Q〉                                                      | 80     | 1.01%      |
| 4张X                       | 〈♠X ♥X ♦X ♣X〉※                                                    | 0-100  | 2.76%      |
| 7张X                       | 〈♠X ♥X ♦X ♣X〉 ♠X ♥X ♣X※                                           | 0-100  | 0.0076%    |
| 8张X                       | 〈♠X ♠X ♥X ♥X ♦X ♦X ♣X ♣X〉※                                        | 0-1000 | 0.00013%   |
| 没有X                      |                                                                     | 0      | 8.02%      |
| 1组婚礼                    | 〈K Q〉                                                             | 20/40  | 58.91%     |
| 圆桌会议 （4种花色的婚礼） | 〈♠K ♥K ♦K ♣K〉〈♠Q ♥Q ♦Q ♣Q〉 〈♠K ♠Q〉〈♥K ♥Q〉〈♦K ♦Q〉〈♣K ♣Q〉 | 240    | 0.022%     |
| 匹诺克                     | 〈♠Q ♦J〉                                                           | 40     | 18.57%     |
| 双匹诺克                   | 〈♠Q ♠Q ♦J ♦J〉                                                     | 300    | 0.2544%    |

※只有在X等于A K Q J时才可以计算四条的组合。

## 变体

### 积分
本条目所介绍的是规则A。
尽管现在大部分规则使用较简单的计分方式（A 10 K分值相同），仍然有一部分规则使用传统的计分方式（每张牌的分值均不同，见规则B）。
| 卡牌     | 规则A | 规则A 简化版 | 规则B | 规则C |
| -------- | ----- | ------------ | ----- | ----- |
| A        | 10    | 1            | 11    | 10    |
| 10       | 10    | 1            | 10    | 10    |
| K        | 10    | 1            | 4     | 5     |
| Q        | 0     | 0            | 3     | 5     |
| J        | 0     | 0            | 2     | 0     |
| 9        | 0     | 0            | 0     | 0     |
| 最后一墩 | 10    | 1            | 10    | 10    |
| 共计     | 250   | 25           | 250   | 250   |

除了简化版中，牌组的分数成为了十分之一。其他的规则中，牌组的分值是一样的。

## 同类吃墩游戏
| 游戏名   | 卡牌         | 牌阶     | 分数牌         | 组牌 | 叫分 | 决定将牌             | 牌组                          |
| -------- | ------------ | -------- | -------------- | ---- | ---- | -------------------- | ----------------------------- |
| Pinochle | 2组A至9      | A＞10＞K | A 10 K         | 有   | 有   | 四种花色             | 四条 婚礼 顺子 匹诺克 将牌的9 |
| 贝济克   | A至7         | A＞10＞K | A 10           | 有   | 有   | 无                   | 四条 婚礼 顺子 匹诺克 将牌的7 |
| Belote   | A至7         | A＞10＞K | (9) A 10 K Q J | 有   |      | 四种花色＋无将＋全将 | 四条 婚礼 顺子                |
| Jass     | A至6         | A＞K＞10 | (9) A K Q J 10 | 有   | 有   | 四种花色＋比大＋比小 | 四条 婚礼 顺子                |
| 斯卡特   | A至7         | A＞10＞K | J A 10 K       |      |      | 四种花色＋无将＋空手 |                               |
| 尤克     | A至7         | A＞K＞10 | 无             |      |      | 四种花色             |                               |
| 红心大战 | 52张的扑克牌 | A＞K＞10 | ♥X ♠Q          |      | 有   | 始终无将             |                               |
| 黑桃王   | 52张的扑克牌 | A＞K＞10 | 无             |      | 有   | 将牌固定黑桃         |                               |
| 桥牌     | 52张的扑克牌 | A＞K＞10 | 无             |      | 有   | 四种花色＋无将       |                               |